# Fred Forslund
Fred Sidney Valentin Forslund, född 26 maj 1923 i Landskrona, död 24 oktober 2007 i Älvsjö, var en svensk keramiker, författare och lärare.
Forslund studerade vid Konstfackskolan i Stockholm. Han öppnade en egen keramikverkstad Hägerstens Keramik 1947 där han tillverkade traditionella bruks- och prydnadsföremål i lergods och under andra halvan av 1950-talet arbetar han även för Svensk Hemslöjd i Stockholm. Han erbjöds platsen som rektor på Nyckelviksskolan 1960 vilket resulterar i en flytt av både familj och keramikverkstaden till Örby utanför Stockholm. Han lämnar rektorstjänsten 1969 för att på heltid arbeta med sitt eget skapande. Han tilldelades Statens arbetsstipendium 1974 och samma år utgav han boken Elementär keramik. Han signerade sina föremål med Hägersten Keramik 1947-1960 och efter 1960 med F. Forslund. Han har medverkat i utställningar på Höganäs museum samt i USA och England. Forslund är representerad vid Nationalmuseum. 